# Dassault Mirage F1
Dassault Mirage F1 je francoski enomotorni večnamenski lovec. Razvilo ga je podjetje Dassault Aviation kot naslednik lovca Mirage III. F1 je vstopil v uporabi pri Francoskih letalskih silah (Armée de l'Air) leta 1974. Izvozili so ga okrog ducat drugih držav. Poganja ga turboreaktivni motor SNECMA Atar z okrog 7 tonami potiska. Največja hitrost je okrog Mach 2,2. Zgradili so okrog 720 letal.
Dassault je začel Mirage F1 kot privatni projekt z lastnim financiranjem (brez podpore vlade). F1 je bil zasnovan kot naslednik Mirage III in Mirage 5. F1 je manjša verzija Mirage F2, F2 ni vstopil v serijsko proizvodnji. Po velikosti je podoben deltakrilnim Mirage III and V. Prvi let prototipa je bil 23. decembra 1966.

## Tehnične specifikacije (Mirage F1)
Podatki iz Jane's All The World's Aircraft 1988–89
Splošne karakteristike
- Posadka: 1
- Dolžina: 15,30 m (50 ft 2½ in)
- Razpon kril: 8,40 m (27 ft 6¾ in)
- Višina: 4,50 m (14 ft 9 in)
- Površina kril: 25,00 m² (269,1 ft²)
- Teža praznega letala: 7400 kg (16314 lb)
- Naložena teža: 10900 kg (24030 lb)
- Maks. vzletna teža: 16200 kg (35715 lb)
- Pogon letala: 1 × SNECMA Atar 9K-50 Turboreaktivni motor z dodatnim zgorevanjem
  - Potisk motorjev (suh): 49,03 kN (11023 lbf)
  - Potisk motorjev z dodatnim zgorevanjem: 70,6 kN (15873 lbf)

 Zmogljivost 
- Maks. hitrost: Mach 2,2 (2338 km/h, 1262 vozlov, 1453 mph) at 11000 m (36090 ft)
- Bojni radij: 425 km (230 nm, 265 mi) v načinu vosioko-nizko-visoko pri Mach 0,75/0,88 za 14 × 250 kg bombami
- Največji doseg: 3300 km (1780 nmi, 2050 mi)
- Trajanje leta: 2 uri 15 min (z 2 × Super 530 raketami in odvrgljivim rezervoarjem)
- Višina leta: 20000 m (65600 ft)
- Hitrost vzpenjanja: 243 m/s (47835 ft/min)

Oborožitev

- Strelno orožje: 2× 30 mm (1.18 in) DEFA 553 topova, vsak z 150 naboji
- Nosilci za orožje: skupaj 7, 1 pod trupom, 4 pod krili in 2 na koncih kril s kapaciteto 6300 kg (13900 lb) (praktični 4000 kg (8800 lb)) in zalogo orožja s kombinacijo:
  - Rakete: 8× Matra rakete nosilci, 18× SNEB 68 mm raket vsak
- Izstrelki: 2× AIM-9 Sidewinder ali Matra R550 Magic na koncih kril, 2× Super 530F pod krili, 1× AM-39 Exocet protiladijska raketa,  2× AS-30L lasersko vodene rakete